# Lieselotte Vossnack
Lieselotte Vossnack, auch Liese Lotte Vossnack, (* 27. Januar 1908 in Remscheid; † 25. Juni 1997 in Hannover) war eine deutsche Kunst- und Bauhistorikerin.

## Leben
Lieselotte Vossnack, Tochter des Druckereibesitzers Friedrich Vossnack und seiner Ehefrau Hedwig, geborene Krumm, besuchte das Staatliche Reformgymnasium in Remscheid. Ab 1928 studierte sie an der Universität Bonn Kunstgeschichte, Geschichte, Klassische Archäologie und Philosophie, ab 1929 dann an der Universität Berlin. In Berlin wurde sie Schülerin von Albert Erich Brinckmann und wurde nach dessen Wechsel an die Universität Frankfurt dort am 27. Juni 1936 mit einer Arbeit über den Architekten Pierre Michel d’Ixnard promoviert.
1937/38 war sie zunächst wissenschaftliche Hilfskraft, dann bis 1946 wissenschaftliche Assistentin am Lehrstuhl für Baugeschichte der Technischen Hochschule Hannover bei Uvo Hölscher. 1939 bis 1944 war sie nebenamtlich Vertreterin einer Lehrkraft an der Meisterschule des deutschen Handwerks in Hannover. Von 1946 bis 1951 hatte sie einen Lehrauftrag für Kunstgeschichte an der TH Hannover und wurde am 25. Juni 1951 für Kunst- und Baugeschichte mit einer Arbeit zu dem Architekten Christopher Wren habilitiert. Anschließend war sie bis 1952 wissenschaftliche Assistentin am Lehrstuhl für Bau- und Kunstgeschichte, dann als Lehrbeauftragte dort tätig und ab 1954 als Dozentin. 1960 wurde sie zur außerplanmäßigen Professorin ernannt, 1966 zur wissenschaftlichen Rätin am Institut für Bau- und Kunstgeschichte und Professorin. 1973 trat sie in den Ruhestand.
Ihre Spezialgebiete waren die Bau- und Kunstgeschichte des 16. bis 18. Jahrhunderts sowie die Geschichte der Gartenarchitektur.

## Veröffentlichungen (Auswahl)
- Pierre Michel d’Ixnard 1723–1795. Französischer Architekt in Südwestdeutschland. E. Vossnack, Remscheid 1938, DNB 571353886 (Dissertation, Frankfurt, mit Lebenslauf auf S. 112).
- zusammen mit Fritz Meyen (Hrsg.): Festschrift zum 65. Geburtstag von Otto Leunenschloss 2. Dezember 1948. Hunold, Hannover 1948, OCLC 1068070899.
- Uvo Hölscher, zum 70. Geburtstag am 30. Oktober. Hannover 1948, OCLC 258361945 (2 Blatt; maschinenschr. vervielf.).
- Sir Christopher Wren. Habilitationsschrift, TH Hannover, 1951, DNB 480300437.
- mit Dieter Hennebo, Heinrich Sievers (Hrsg.): Herrenhausen 1666–1966. Europäische Gärten bis 1700. Jubiläumsausstellung in Hannover, Orangerie Herrenhausen, vom 19. Juni bis 28. August 1966. Berenberg, Hannover 1966, OCLC 437714984.